# Droit à la portabilité
Le droit à la portabilité donne aux personnes la possibilité de récupérer une partie de leurs données dans un format ouvert et lisible par machine.
Ce droit est introduit par le règlement général sur la protection des données (RGPD) de l'Union européenne et par la loi pour la République Numérique du 7 octobre 2016.
L’objectif visé par l’Union européenne est tout d’abord de « stimuler la concurrence entre les responsables de traitement » en permettant à la personne concernée de porter facilement ses données d’un responsable de traitement à son concurrent. 
Pour  garantir l’exercice du droit à la portabilité, le Groupe de travail Article 29 sur la protection des données, dit G29 qui regroupe les Commission nationale de l'informatique et des libertés (CNIL) des pays de l'UE, préconise la mise en place de systèmes automatisés tels que des interfaces de programmation (APIs) en garantissant une facilité d'utilisation. En effet, toute démarche complexe pourrait constituer une entrave à l’exercice de ce droit.

## Texte
Une partie de ce texte est contenue dans l'article 20 intitulé "Droit à la portabilité des données".

« Article 20, Droit à la portabilité des données
1.   Les personnes concernées ont le droit de recevoir les données à caractère personnel les concernant qu'elles ont fournies à un responsable du traitement, dans un format structuré, couramment utilisé et lisible par machine, et ont le droit de transmettre ces données à un autre responsable du traitement sans que le responsable du traitement auquel les données à caractère personnel ont été communiquées y fasse obstacle, lorsque:
a) le traitement est fondé sur le consentement (...) ou sur un contrat (...) et
b) le traitement est effectué à l'aide de procédés automatisés. »

— Article 20, Droit à la portabilité des données, RGPD
.